# 玖如错
玖如错位于中国西藏自治区那曲市班戈县境内，地处班戈县西部，仁错约玛东北部。湖面海拔4678米，面积40.4平方公里。第四纪时期与西南部的仁错约玛和仁错贡玛为一个大湖，后水位下降，湖泊分离。湖区年均气温0～2℃，年均降水量300～400毫米。湖水主要依靠地表径流补给，集水区面积989.6平方公里，补给系数24.5。